# Diócesis de Yongnian
La diócesis de Yongnian, de Yüngnien o de Weixian (en latín: Dioecesis Iomnienina y en chino: 天主教永年教区) es una circunscripción eclesiástica de la Iglesia católica en China. Se trata de una diócesis latina, sufragánea de la arquidiócesis de Pekín. Desde el 16 de noviembre de 2017 su obispo es Joseph Sun Ji-gen, aunque para el Anuario Pontificio está vacante desde 1953. En 1980 la Asociación Patriótica Católica China suprimió y dividió en dos la diócesis de Yongnian, una parte fue unida a la diócesis de Daming para erigir la diócesis de Handan, y el resto se fusionó con las diócesis de Zhaoxian y de Shunde y con parte de la diócesis de Jingxian para erigir la diócesis de Xingtai, sin el asentimiento de la Santa Sede. 

## Territorio y organización
La diócesis extiende su jurisdicción sobre los fieles católicos de rito latino residentes en la parte meridional de la provincia de Hebei. 
La sede de la diócesis se encuentra en la ciudad de Handan, en donde se halla la Catedral del Sagrado Corazón de Jesús.
En 2023 no se conoce el número de parroquias existentes en la diócesis.

## Historia
La prefectura apostólica de Yongnian fue erigida el 24 de mayo de 1929 con el breve Quod Nobis del papa Pío XI, obteniendo el territorio del vicariato apostólico de Xianxian (hoy diócesis de Xianxian).
El 6 de marzo de 1933 la prefectura apostólica fue elevada al rango de vicariato apostólico con el breve Comperimus del papa Pío XI.
El 11 de abril de 1946 el vicariato apostólico fue elevado a diócesis con la bula Quotidie Nos del papa Pío XII.
El 12 de julio de 1949 la provincia de Hebei fue ocupada por el Partido Comunista de China, que se impuso en la guerra civil y proclamó la República Popular China el 1 de octubre de 1949. Todos los misioneros extranjeros fueron expulsados de China comunista. En 1951 China comunista y la Santa Sede rompieron relaciones diplomáticas, reconociendo la Santa Sede a la República de China en Taiwán como el legítimo gobierno chino.
La Asociación Patriótica Católica China fue creada con el apoyo de la Oficina de Asuntos Religiosos de la República Popular de China en 1957, con el objetivo de controlar las actividades de los católicos en China. Su nombre público es Iglesia católica china y es referida como la "Iglesia oficial" en contraposición a la "Iglesia subterránea" o "Iglesia clandestina" leal a la Santa Sede.
El 20 de abril de 1958, en Xianxian, algunos obispos fueron ordenados por primera vez sin el consentimiento y la autorización de la Santa Sede: entre ellos también el obispo de Yongnian, Wang Shouqian.
En el período de 1966 a 1976 la Revolución Cultural se ensañó especialmente contra la religión, destruyéndose numerosas iglesias.
En 1980 la Asociación Patriótica Católica China suprimió y dividió en dos la diócesis de Yongnian, una parte fue unida a la diócesis de Daming para erigir la diócesis de Handan, y el resto se fusionó con las diócesis de Zhaoxian y de Shunde y con parte de la diócesis de Jingxian para erigir la diócesis de Xingtai, sin el asentimiento de la Santa Sede. 
El 14 de noviembre de 1989 fue ordenado sacerdote clandestinamente el obispo John Han Dingxiang, detenido por las autoridades en 1995 y fallecido en prisión el 9 de septiembre de 2007.
El 29 de abril de 1986, Peter Chen Bolu, jubilado en 1999 después de haber consagrado a Stephen Yang Xiangtai como su obispo coadjutor, fue consagrado obispo "oficial" de la diócesis; falleció el 5 de noviembre de 2009.
La ordenación episcopal del obispo auxiliar Joseph Sun Jigen, obispo oficial pero aprobado por la Santa Sede, estaba prevista para el 29 de junio de 2011. La negativa de este último a recibir la ordenación episcopal de manos de un obispo ilegítimo obligó a las autoridades chinas a cancelar la ceremonia.
El 22 de septiembre de 2018 se firmó en Pekín el Acuerdo provisional entre la Santa Sede y la República Popular de China sobre el nombramiento de los obispos. El 22 de octubre de 2020 el acuerdo fue prorrogado por otros dos años y en octubre de 2022 por otros dos años más.
Debido a la situación particular de la Iglesia católica en China, la Santa Sede no nombra obispos para las diócesis chinas, que son sedes oficialmente vacantes incluso en presencia de obispos reconocidos por Roma.

## Estadísticas
En 1940 el número de creyentes en la diócesis de Yongnian era de 50 031, y tenía 168 iglesias y 53 sacerdotes (22 sacerdotes diocesanos y 31 sacerdotes religiosos).
Según algunas fuentes estadísticas, la diócesis, que incluye 19 distritos civiles en la parte sur de la provincia de Hebei, contaba con alrededor de 130 000 católicos en 2011, con 100 lugares de culto, 75 sacerdotes, alrededor de 250 monjas pertenecientes a dos congregaciones diocesanas y unos 40 seminaristas.

## Episcopologio
- Joseph Cui Shou-xun (Tsui Shou-hsün) † (1 de junio de 1929-1953 falleció)
  - Sede vacante
  - Wang Shouqian † (20 de abril de 1958-1964 falleció)
  - John Han Dingxiang † (14 de noviembre de 1989-9 de septiembre de 2007 falleció)
  - Peter Chen Bolu † (29 de abril de 1986-17 de septiembre de 1999 renunció)
  - Stephen Yang Xiangtai † (17 de septiembre de 1999-2016)
  - Joseph Sun Ji-gen, desde el 16 de noviembre de 2017